# Karanisia
Karanisia és un gènere extint de primats lorísids en el qual s'han inclòs dues espècies: K. clarki i K. arenula.
K. clarki fou descrit el 2003 a partir de fragments aïllats de dents i mandíbules de l'Eocè superior (fa aproximadament 40 milions d'anys). Aquests fragments havien estat trobats als sediments de la formació de Birket Qarun, a la Governació d'el Faium (Egipte). Els espècimens indiquen la presència d'una pinta dental, cosa que en fa el primat fòssil més antic que presenta clarament aquest caràcter. La pinta dental és un tret característic de tots els estrepsirrins vivents (lèmurs, lorísids i gàlags). Aquest fòssil, juntament amb l'espècie de l'Oligocè coneguda com a Bugtilemur mathesoni, que presenta una pinta dental i fou descobert a la formació de Chitarwata (Pakistan), han complicat el «trencaclosques» dels orígens dels lèmurs.
El 2010, la revista Nature publicà un article que descrivia una segona espècie de Karanisia, K. clarki. Aquesta espècie fou descrita a partir de roques de l'Eocè superior de Líbia.